# Sylt Air
Sylt Air (mã IATA = 7E, mã ICAO = AWU) là hãng hàng không của Đức, trụ sở ở Westerland. Hãng có tuyến đường thường xuyên và chở khách thuê bao giữa Hamburg và đảo Sylt của Đức. Căn cứ của hãng ở Sân bay Sylt.

## Lịch sử
Hãng được Ulrich Schreiber thành lập và bắt đầu hoạt động từ năm 1963 dưới tên Friesenflug (Frisian flight). Năm 1998 Ulrich Schreiber bán hãng cho Aeroline GmbH và được đổi tên thành Sylt Air.

## Các nơi đến
- Đức

- Hamburg
- Sylt

## Đội máy bay
- 1 Cessna - Cessna 501 Citation I/SP (D-IAWU)
- 1 Cessna - C404 (D-IOLB)
- 1 Cessna - C421 (D-ICVW)
- 1 Cessna - C207 (D-ECMB)
- 1 Cessna - C182 RG (D-EGTD)
- 1 Cessna - C172 (D-EAVC)
- 1 Cessna - C150 (D-ECHB)
- 1 Partenavia - P68 (D-GFPG)
- 1 Piper - PA28 RT (D-EFSH)